# Hossein Kanaani
Mohammad Hossein Kanaanizadegan (en persa: محمدحسين کنعانىزادگان‎; Bandar-e Mahshahr, Juzestán, 23 de marzo de 1994) es un futbolista iraní que juega en la demarcación de defensa para el Persépolis F. C. de la Iran Pro League.

## Selección nacional
Tras jugar con la selección de fútbol sub-17 de Irán, la sub-20 y la sub-23, finalmente el 5 de octubre de 2017 hizo su debut con la selección absoluta en un encuentro contra Uzbekistán que finalizó con un resultado de 0-1 a favor del combinado iraní tras un gol de Mehdi Torabi. Además llegó a disputar un partido de la clasificación para la Copa Mundial de Fútbol de 2018.

### Participaciones en Copas del Mundo
| Copa              | Sede  | Resultado      | Partidos | Goles |
| ----------------- | ----- | -------------- | -------- | ----- |
| Copa Mundial 2022 | Catar | Fase de grupos | 1        | 0     |

## Clubes
| Club                     | País     | Año       | Partidos | Goles |
| ------------------------ | -------- | --------- | -------- | ----- |
| Persépolis F. C.         | Irán     | 2013      | 1        | 0     |
| S. C. Beira-Mar (cedido) | Portugal | 2013      | 0        | 0     |
| Persépolis F. C.         | Irán     | 2013-2014 | 0        | 0     |
| Malavan F. C. (cedido)   | Irán     | 2014-2016 | 49       | 4     |
| Esteghlal F. C.          | Irán     | 2016-2017 | 2        | 0     |
| Saipa F. C.              | Irán     | 2017-2018 | 7        | 1     |
| Machine Sazi F. C.       | Irán     | 2018-2019 | 27       | 2     |
| Persépolis F. C.         | Irán     | 2019-2021 | 67       | 3     |
| Al Ahli S. C.            | Catar    | 2021-2023 | 51       | 8     |
| Persépolis F. C.         | Irán     | 2023-     | 56       | 9     |